# Werner Brembach
Werner Brembach (* 22. August 1912; † unbekannt) war ein deutscher Fußballspieler. Er spielte vor und nach dem Zweiten Weltkrieg jeweils in einer der höchsten deutschen Fußball-Ligen und wurde 1951 mit der BSG Chemie Leipzig DDR-Meister.

## Karriere
Als der SV TuRa Leipzig 1932 gegründet wurde, gehörte der 20-jährige Brembach als Abwehrspieler der ersten Mannschaft an. Mit der Neuordnung der Fußballklassen 1933 spielte er zunächst in der drittklassigen Kreisklasse Leipzig, stieg ein Jahr später in die Bezirksklasse Leipzig und 1936 in die Gauliga Sachsen, eine von zunächst 16, später auf 23 aufgestockten Gauligen zur Zeit des Nationalsozialismus als einheitlich höchste Spielklasse im Deutschen Reich, auf. Im dritten Gauligajahr gehörte er mit 14 von 18 ausgetragenen Punktspielen als linker Verteidiger zum Stammaufgebot des Vereins. Am vorletzten Spieltag wurde er „wegen Verstoßes des Geistes der Kameradschaft von Tura“ zunächst für zwei Jahre gesperrt. Die Sperre wurde jedoch nach einem Vierteljahr wieder aufgehoben. Zeitweise war Brembach Spielführer der Mannschaft.
Nach dem Ende des Zweiten Weltkrieges wurde der seit 14. November 1938 in TuRa 1899 Leipzig umbenannte Verein, wie alle Sportvereine in der Sowjetischen Besatzungszone, endgültig aufgelöst. Übergangsweise wurde in Leipzig in verschiedenen provisorischen Sportgemeinschaften weiterhin Sport getrieben, bis sich am 21. März 1949 mit der ZSG Industrie Leipzig ein neuer sportlicher Schwerpunkt bildete. Zur neu gebildeten Fußballsektion stieß auch der inzwischen 36-jährige Werner Brembach, der jedoch in den anschließenden Spielen zur Ostzonenmeisterschaft nicht mehr zum Einsatz kam. In der Saison 1949/50 gehörte die ZSG zu den Gründungsmannschaften der Oberliga des Deutschen Sportausschusses als höchste ostdeutsche Spielklasse. Brembach bestritt alle 26 Punktspiele, in der Regel als linker Verteidiger. Die Saison 1950/51 begann die Mannschaft unter der neuen Bezeichnung BSG Chemie Leipzig und war am Saisonende DDR-Meister, nachdem die punktgleiche BSG Turbine Erfurt am 20. Mai 1951 im Entscheidungsspiel mit 2:0 bezwungen wurde. Brembach war an diesem Erfolg mit 32 Einsätzen von 34 ausgetragenen Punktspielen beteiligt. Danach zog er sich vom Leistungssport zurück, half jedoch im Alter von 39 Jahren im Oktober 1951 noch einmal in der Oberligamannschaft aus.

## Erfolge
- DDR-Meister 1951